# 奧威控股
奧威控股有限公司，簡稱奧威控股（英語：Aowei Holding Limited，港交所：1370），在2004年，由李豔軍（董事長）於河北省保定市（總部）成立「淶源鑫鑫礦業有限公司」，前身「恒實礦業投資有限公司」。
行政總裁為夏國安。業務在中國內地經營鐵礦石礦場，該場地為孤墳礦場、旺兒溝礦場、栓馬樁礦場及支家莊礦場。
股份在2013年11月28日於香港交易所主板上市。招股價為3.4港元，全球發售為3.75億股，集資額為當時12.75億港元，引入基礎投資者鄭裕彤、蔡志明等人。其後由於未來有部份小型礦場等活動場地整合，故此原拟用於生产扩充计划约7.9亿元中，拟定用作提升冀恒矿业的洗选能力而兴建的水选厂约1.07亿元，已变更为用作收购涞源县雄鑫矿业所建的水选厂；另外，约2.26亿元用於偿还贷款中约8,650万元将变更用作潜在的矿山资产收购。

## 外部連結
- aoweiholding.com （页面存档备份，存于）